# Atletica leggera ai Giochi della XXXII Olimpiade - Salto con l'asta femminile

Video della Finale

Ai Giochi della XXXII Olimpiade la competizione di Salto con l'asta femminile si è svolta nei giorni 2 e 5 agosto 2021 presso lo Stadio nazionale di Tokyo.

## Presenze ed assenze delle campionesse in carica
| Competizione           | Atleta               | Prestazione | Rio 2016  |
| ---------------------- | -------------------- | ----------- | --------- |
| Olimpiadi 2016         | Aikaterinī Stefanidī | 4,85 m      | Presente  |
| Commonwealth 2018      | Alysha Newman        | 4,75 m      | Presente  |
| Europei 2018           | Aikaterinī Stefanidī | 4,85 m      | Presente  |
| Asiatici 2018          | Li Ling              | 4,60 m      | Non qual. |
| Panamericani 2019      | Yarisley Silva       | 4,75 m      | Presente  |
| Africani 2019          | Dorra Mahfoudhi      | 4,31 m      | Non qual. |
| Mondiali 2019          | Anželika Sidorova    | 4,95 m      | Presente  |
|                        |                      |             |           |
| Mondiali under 20 2018 | Amálie Švábíková     | 4,51 m      | Assente   |

Graduatoria mondiale
In base alla classifica della Federazione mondiale, le migliori atlete iscritte alla gara erano le seguenti:
| Pos. | Atleta               | Punti | Note |
| ---- | -------------------- | ----- | ---- |
| 1    | Anželika Sidorova    | 1448  |      |
| 2    | Aikaterinī Stefanidī | 1421  |      |
| 3    | Sandi Morris         | 1406  |      |

## La gara
Controprestazione di Sandi Morris (personale di 5 metri) che in qualificazione si ferma a 4,40 m. La finale perde una delle possibili protagoniste.
In finale la seconda misura, 4,70, si rivela proibitiva per undici delle quindici finaliste. Non si era abituati ad una selezione così drammatica quando la gara è appena iniziata.

Proseguono quindi in quattro: Katie Nageotte (Stati Uniti), Anželika Sidorova (Russia), Holly Bradshaw (Gran Bretagna) e Aikaterinī Stefanidī, la campionessa olimpica in carica. La greca, però, è carica di errori, ben quattro nelle prime due misure, che la svantaggiano rispetto alle altre concorrenti.

A 4,80 tutte e quattro rimangono in gara. Nageotte e Sidorova senza errori, Bradshaw e Stefanidī con un errore.

A 4,85 le prime tre vanno su al primo salto;  Aikaterinī Stefanidī invece sbaglia. Si riserva le altre due prove alla misura successiva.

4,90 è un'altra altezza spartiacque: solo Katie Nageotte esulta, mentre tutte le altre devono alzare bandiera bianca. Anželika Sidorova e Holly Bradshaw hanno saltato la stessa misura (4,85), ma la russa è seconda per il minor numero di errori (3 contro 5).
Tra Aikaterinī Stefanidī, quarta, e Maryna Kylypko, quinta, c'è una differenza di ben 30 cm (4,80-4,50).

## Risultati

### Qualificazioni
Qualificazione: 4,70 (Q) o le migliori 12 misure (q).
| Posizione | Gruppo        | Atleta                 | Nazionalità   | 4,25 | 4,40 | 4,55 | Risultato | Note |
| --------- | ------------- | ---------------------- | ------------- | ---- | ---- | ---- | --------- | ---- |
| 1         | B             | Holly Bradshaw         | Gran Bretagna | —    | —    | o    | 4,55      | q    |
| 1         | A             | Nikoleta Kyriakopoulou | Grecia        | o    | o    | o    | 4,55      | q    |
| 1         | A             | Katie Nageotte         | Stati Uniti   | —    | —    | o    | 4,55      | q    |
| 1         | B             | Anicka Newell          | Canada        | —    | o    | o    | 4,55      | q    |
| 1         | A             | Robeilys Peinado       | Venezuela     | —    | o    | o    | 4,55      | q    |
| 1         | B             | Anzhelika Sidorova     | ROC           | —    | —    | o    | 4,55      | q    |
| 1         | A             | Tina Šutej             | Slovenia      | o    | o    | o    | 4,55      | q    |
| 8         | A             | Wilma Murto            | Finlandia     | o    | o    | xo   | 4,55      | q    |
| 8         | B             | Yarisley Silva         | Cuba          | —    | o    | xo   | 4,55      | q    |
| 8         | B             | Aikaterinī Stefanidī   | Grecia        | —    | —    | xo   | 4,55      | q    |
| 8         | A             | Iryna Zhuk             | Bielorussia   | —    | o    | xo   | 4,55      | q    |
| 12        | A             | Angelica Bengtsson     | Svezia        | o    | xo   | xo   | 4,55      | q    |
| 13        | B             | Morgann LeLeux         | Stati Uniti   | —    | o    | xxo  | 4,55      | q    |
| 13        | B             | Xu Huiqin              | Cina          | —    | o    | xxo  | 4,55      | q    |
| 15        | A             | Maryna Kylypko         | Ucraina       | o    | xo   | xxo  | 4,55      | q    |
| 16        | B             | Michaela Meijer        | Svezia        | o    | o    | xxx  | 4,40      |      |
| 16        | A             | Sandi Morris           | Stati Uniti   | —    | o    | xxx  | 4,40      |      |
| 18        | A             | Elisa Molinarolo       | Italia        | xo   | o    | xxx  | 4,40      |      |
| 19        | A             | Eleni-Klaoudia Polak   | Grecia        | xxo  | o    | xxx  | 4,40      |      |
| 20        | B             | Angelica Moser         | Svizzera      | —    | xo   | xxx  | 4,40      |      |
| 21        | B             | Yana Hladiychuk        | Ucraina       | xxo  | xo   | xxx  | 4,40      |      |
| 22        | A             | Nina Kennedy           | Australia     | —    | xxo  | xxx  | 4,40      |      |
| 23        | B             | Romana Maláčová        | Rep. Ceca     | xo   | xxo  | xxx  | 4,40      |      |
| 24        | B             | Roberta Bruni          | Italia        | o    | xxx  |      | 4,25      |      |
| 24        | A             | Andrina Hodel          | Svizzera      | o    | xxx  |      | 4,25      |      |
| 24        | B             | Liz Parnov             | Australia     | o    | xxx  |      | 4,25      |      |
| 27        | B             | Fanny Smets            | Belgio        | xo   | xxx  |      | 4,25      |      |
| 27        | B             | Lene Retzius           | Norvegia      | xo   | xxx  |      | 4,25      |      |
|           | A             | Li Ling                | Cina          | —    | —    | xxx  | nm        |      |
| B         | Elina Lampela | Finlandia              | xxx           |      |      | nm   |           |      |
| A         | Alysha Newman | Canada                 | xxx           |      |      | nm   |           |      |

### Finale
| Record mondiale      | Elena Isinbaeva | 5,06 m | Zurigo  | 28 agosto 2009 |
| Record olimpico      | Elena Isinbaeva | 5,05 m | Pechino | 18 agosto 2008 |
| Capolista stagionale | Katie Nageotte  | 4,95 m | Eugene  | 26 giugno 2021 |

Venerdì 5 agosto 2021
| Posizione     | Atleta                 | Nazione       | 4,50 | 4,70 | 4,80 | 4,85 | 4,90 | 4,95 | 5,01 | Misura | Note                                     |
| ------------- | ---------------------- | ------------- | ---- | ---- | ---- | ---- | ---- | ---- | ---- | ------ | ---------------------------------------- |
| Oro           | Katie Nageotte         | Stati Uniti   | xxo  | xo   | o    | o    | xo   | —    | x    | 4,90   |                                          |
| Argento       | Anželika Sidorova      | ROC           | o    | o    | o    | o    | xx–  | x    |      | 4,85   |                                          |
| Bronzo        | Holly Bradshaw         | Gran Bretagna | o    | xo   | xo   | o    | xxx  |      |      | 4,85   |                                          |
| 4             | Aikaterinī Stefanidī   | Grecia        | xxo  | xxo  | xo   | x–   | xx   |      |      | 4,80   | Miglior prestazione personale stagionale |
| 5             | Maryna Kylypko         | Ucraina       | o    | xxx  |      |      |      |      |      | 4,50   |                                          |
| 5             | Tina Šutej             | Slovenia      | o    | xxx  |      |      |      |      |      | 4,50   |                                          |
| 5             | Wilma Murto            | Finlandia     | o    | xxx  |      |      |      |      |      | 4,50   |                                          |
| 8             | Yarisley Silva         | Cuba          | xo   | xxx  |      |      |      |      |      | 4,50   |                                          |
| 8             | Xu Huiqin              | Cina          | xo   | xxx  |      |      |      |      |      | 4,50   |                                          |
| 8             | Nikoleta Kyriakopoulou | Grecia        | xo   | xxx  |      |      |      |      |      | 4,50   |                                          |
| 8             | Robeilys Peinado       | Venezuela     | xo   | xxx  |      |      |      |      |      | 4,50   |                                          |
| 8             | Iryna Zhuk             | Bielorussia   | xo   | xxx  |      |      |      |      |      | 4,50   |                                          |
| 13            | Angelica Bengtsson     | Svezia        | xxo  | xxx  |      |      |      |      |      | 4,50   |                                          |
|               | Morgann LeLeux         | Stati Uniti   | xxx  |      |      |      |      |      |      | nm     |                                          |
| Anicka Newell | Canada                 | xxx           |      |      |      |      |      |      | nm   |        |                                          |